# NGC 3270
NGC 3270 (również PGC 31059 lub UGC 5711) – galaktyka spiralna z poprzeczką (SBb), znajdująca się w gwiazdozbiorze Lwa. Odkrył ją William Herschel 10 kwietnia 1785 roku. Jest to galaktyka z aktywnym jądrem.